# Mariä Himmelfahrt (Maximiliansau)
Die römisch-katholische Kirche Mariä Himmelfahrt im Wörther Ortsbezirk Maximiliansau steht an der Eisenbahnstraße im Kreis Germersheim (Rheinland-Pfalz). Sie ist die Pfarrkirche der Wörther Großpfarrei Heiliger Christophorus im Bistum Speyer. Die Kirche trägt das Patrozinium Mariä Aufnahme in den Himmel und steht unter Denkmalschutz.

## Beschreibung
Bei dem Kirchengebäude handelt es sich um eine von 1841 bis 1843 nach Entwürfen des Architekten August von Voit gebaute flachgedeckte Saalkirche im Rundbogenstil. Sie verfügt über einen Westturm mit Eingangsportal. Das Äußere der Kirche wird von Ecklisenen und Rundbogenfriesen geziert. Der Ostteil der Kirche entstammt einer von 1936 bis 1938 durchgeführten Erweiterung nach Plänen der Architekten Boßlet und Lochner.
Im Inneren befinden sich etwa 680 Sitzplätze, davon ca. 600 im Schiff und 80 auf der Empore.
Im Kirchturm befinden sich die drei Glocken Christkönig (424 kg), Muttergottes (300 kg) und Hl. Josef (178 kg) mit den Schlagtönen as1, b1 und des2. Sie wurden von der Fa. Hamm aus Frankenthal gegossen.

## Geschichte
Um 716 bestand an gleicher Stelle eine dem heiligen Theodor geweihte Vorgängerkirche. Im 15. Jahrhundert war diese vorübergehend dem heiligen Leonhard geweiht und trug im 18. Jahrhundert wieder den Titel St. Theodor. Im Jahr 1738 handelte es sich bei dem Kirchengebäude um eine sanierungsbedürftige Holzkirche, die im selben Jahr erneuert und mit einer Glocke ausgestattet wurde. Sie war 1748 in gutem Zustand. Die alte Kirche wurde 1787 abgebrochen und durch eine neue aus Stein gebaute Kirche ersetzt; sie trug bereits das heutige Patrozinium.

## Orgel
Die heutige Orgel befindet sich in einem historischen Gehäuse einer 1785 von Michael Stiehr (Seltz) gebauten Vorgängerorgel mit 18 Registern. In dieses Gehäuse baute zunächst E. F. Walcker & Cie. (Ludwigsburg) im Jahr 1858 ein neues Kegelladen-Instrument ein. Die Orgelbauer Vleugels (Hardheim) bauten 1989 das heutige Instrument als opus 238 mit Schleifladen und erweiterten das Gehäuse um ein Positivwerk im historischen Stil. Im Jahr 2004 restaurierten sie die Orgel. Sie verfügt über 22 klingende Register auf zwei Manualen und Pedal. Ihre Trakturen sind mechanisch. Die Disposition lautet:
| I Hauptwerk C–g3 |                |       |
| 1.               | Principal      | 8′    |
| 2.               | Gedackt        | 8′    |
| 3.               | Octave         | 4′    |
| 4.               | Traversflöte   | 4′    |
| 5.               | Superoctave    | 2′    |
| 6.               | Sesquialter II |       |
| 7.               | Mixtur IV      | 1 ⁄3′ |
| 8.               | Trompete       | 8′    |

| II Rückpositiv C–g3 |              |        |
| 09.                 | Rohrflöte    | 08′    |
| 10.                 | Prästant     | 04′    |
| 11.                 | Spitzflöte   | 04′    |
| 12.                 | Blockflöte   | 02′    |
| 13.                 | Larigot      | 01 ⁄3′ |
| 14.                 | Cymbel III   | 01′    |
| 15.                 | Dulcianregal | 16′    |
| 16.                 | Krummhorn    | 08′    |
|                     | Tremulant    |        |

| Pedal C–f1 |             |     |
| 17.        | Subbass     | 16′ |
| 18.        | Octavbass   | 08′ |
| 19.        | Gedacktbass | 08′ |
| 20.        | Choralbass  | 04′ |
| 21.        | Nachthorn   | 02′ |
| 22.        | Fagott      | 16′ |

- Koppeln: II/I, I/P, II/P

## Pfarrei
Die Pfarrei Heiliger Christophorus wurde zum 1. Advent 2015 von Bischof Karl-Heinz Wiesemann aus den vorher bestehenden Pfarreiengemeinschaften Wörth und Hagenbach gebildet. Zum Zeitpunkt ihrer Errichtung war sie die größte Pfarrei im Dekanat Germersheim. Als südlichste Pfarrei des Bistums Speyer umfasst sie folgende acht Teilgemeinden:
- Maximiliansau (Mariä Himmelfahrt)
- Wörth am Rhein (St. Ägidius)
- Wörth am Rhein (St. Theodard)
- Hagenbach (St. Michael)
- Büchelberg (St. Laurentius)
- Neuburg (St. Remigius)
- Berg (St. Bartholomäus)
- Scheibenhardt (St. Ludwig)